# Sébastien Godefroid
Sébastien Godefroid (19 marzo 1971) è un ex velista belga.

## Palmarès

### Olimpiadi
- 1 medaglia:
  - 1 argento (Atlanta 1996 nella classe Finn)